# Charley Football Club
Dernière mise à jour : 14 octobre 2010.
Le Charley Football Club est un club de football Uruguayen basé dans la ville de Montevideo. Le club a été particulièrement actif dans le championnat amateur de l'Uruguay. Il a compté dans ses rangs le joueur Pedro Petrone qui a été champion du monde de football avec l’équipe nationale d'Uruguay en 1930.
Après avoir remporté le championnat intermédiaire en 1916, il participe au championnat d'Uruguay de première division où il reste jusqu’en 1924.
À partir de 1923, pendant le schisme du championnat uruguayen, il fait partie des trois équipes qui participent en même temps aux deux compétitions nationales, l’une sous l’égide de la fédération officielle, l’AUF, et l’autre organisée par la fédération dissidente la FAF